# Голям Карабурун
Голям Карабурун или Буюк Карабурун или само Карабурун (на гръцки: Μεγάλο Έμβολο, Мегало Емволо, в превод Голям нос; на турски: Karaburnu, в превод Черен нос) е нос в Гърция, най-западната точка на Халкидическия полуостров.

## Местоположение
Носът е разположен югоизточно от Солун и е вдаден в Солунския залив на Бяло море. На носа са Карабурунският фар, Карабурунската крепост, Ангелохорската лагуна (Тузла) и селата Ангелохори и Неа Керасия (Буюк и Кючюк Карабурун). На северозапад е нос Малък Карабурун, на който е разположен град Каламария.
Понякога линията Голям Карабурун - Вардарска делта се смята за вход на Солунския залив.

## История
Вероятно това е античният нос Енион (на старогръцки: Αἰνειῶν, на латински: Aeneium), споменат от Псевдо-Скимн в своя Περίοδος του Νικομήδη. На носа е бил разположен античният град Енеа.